# Бабади, Исак
Исак Ахмед Корома Джуниор Бабади (нидерл. Isaac Achmed Koroma Junior Babadi; 6 апреля, 2005) — нидерландский футболист, полузащитник клуба ПСВ.

## Клубная карьера
Воспитанник клубов «Хатерт», НЕК и ПСВ, 10 января 2022 года Бабади дебютировал за фарм-клуб «Йонг ПСВ», выйдя на замену в матче Эрстедивизи против «Алмере Сити». 4 августа 2023 года дебютировал за ПСВ, выйдя в стартовом составе на матч Суперкубка Нидерландов против «Фейеноорда». В итоге Бабади провёл на поле 73 минуты, а ПСВ стал обладателем трофея.

## Карьера в сборной
Выступал за сборные Нидерландов до 17 и до 18 лет.

## Достижения
ПСВ
- Чемпион Нидерландов (2): 2023/24, 2024/25
- Обладатель Суперкубка Нидерландов (2): 2023, 2025